# 謝茜嘉
謝茜嘉（Jessica Ho，1974年9月13日—），原名何紀秋，外號「嘉姐」，香港商業電台叱咤903節目主持，曾兼任叱咤903總監。

## 經歷
謝茜嘉早年就讀於大埔正而小學及恩主教書院，與歌手謝安琪為中學校友。1996年於香港科技大學取得化學系學士學位，其後在香港中文大學修讀文化研究，取得文學院碩士。透過當年電台與報紙「recruit」宣傳企劃，報名參加百萬年薪DJ選拔賽繼而加入商台，第一個參與節目為「無字頭八、九、十」，當時節目主持人有陳輝虹、谷德昭、張達明、黃子華、李燦森、雷頌德等。口頭禪「真係㗎？」及「點解嘅？」更為其他叱咤903DJ所傳頌。
其後成為旅遊達人，主持電台節目《西加航空》外，更為TVBJ2台拍攝旅遊特輯《愛在斐濟Bula時》、《茜嘉團遊土耳其》、《茜嘉團遊印度》，與歌手周國賢、RubberBand、洪卓立同行；及後更把旅程寫成書推出遊記。2024年再為J2（後改名為Tacan plus)拍攝，與蔡景行，馮皓揚主持「獨嘉登機指南」介紹世界各地機場。2023年暑假受香港國際機場管理局邀請，其節目「西加航空」成為第一個在香港赤鱲角離境大堂的現場直播節目。2012年3月更推出iPhone手機免費旅遊app「西加航空」，一度成為最熱門下載；2013年與朋友跟台灣人合作，在宜蘭開始經營民宿「海田行館」，房間均有獨立蒸氣浴室，超五星級。
2020疫情期間修讀台灣溝通師課程，愛上心理輔導與聆聽的專業，續而於2024年再於香港大學HKU space修讀”life coaching”高級文憑課程，現正進行實習，成為「人生導師」

## 謝茜嘉與友人經營之民宿
- 海田行館

## 現時主持之節目

### 電台節目
- 《叱咤樂壇》（逢星期一至五中午12時至下午2時）
- 《西加航空》（逢星期六早上9時至11時）

## 曾主持之節目

### 電台節目
- 《友誼商店》
- 《愛上903吧》
- 《蘇 what》
- 《謝茜嘉年華》
- 《無字頭789》
- 《搜尋音樂》
- 《今朝煲粥》（接聽聽眾電話，煲電話粥的意思）
- 《今朝煲歌》
- 《一周紅人館》
- 《在晴朗的一天出發》
- 《午夜閒談》（暫代）
- 《五天精華遊》（暫代）
- 《嘩嘩嘩打到嚟！2008》（暫代）
- 《雙截棍》（2014年12月8日及10日、2015年5月19日、20日及2016年2月5日嘉賓主持）
- 《突然好想聽》（逢星期日晚上7時至9時，暫代Vani《國語類》節目）

### 電視節目
- 2010年：TVB J2-《愛在斐濟Bula時》（周國賢）
- 2011年：TVB J2 -茜嘉團遊．土耳其（RubberBand）
- 2011年至2012年︰TVB J2 -茜嘉團遊．內蒙的紅月亮C AllStar（梁釗峰、吳崇銘、陳健安）
- 2013年：TVB J2 -茜嘉團遊 印度的十日十夜（洪卓立）
- 2023年：TVB J2 -《搵鬼做情人》
- 2024年：TVB Plus -《獨嘉登機指南》（行仔蔡景行）

### 出版書籍
- 《唱紅失戀大聯盟》（愛情短篇）
- 《情是放不低》（廣播劇單元改編）
- 《快樂在慢鏡頭下》（不丹、斐濟遊記）

### 曾參與廣播劇
- 《大衛營》
- 《好天氣》
- 希莉（VO王-麥無聲）@《黃金少年Season 4》

### 電視訪問
- Now觀星台《RubberBand RubberFriend》第二集（與細So共同接受訪問）
- 互動新聞台《時事多面睇》2015年2月19日「移民台灣？」

### 曾參與演出MV
- 許廷鏗《福氣》

## 外部連結
- 謝茜嘉與友人經營的民宿，海田行舘的介紹
- 謝茜嘉與友人經營的民宿，海田行舘的Facebook （页面存档备份，存于）
- 謝茜嘉於881903.com的介紹（页面存档备份，存于）

- 謝茜嘉的Facebook專頁
- 謝茜嘉的Facebook專頁
- 謝茜嘉的Instagram帳戶
- 謝茜嘉的新浪微博